# Królestwo Serbów, Chorwatów i Słoweńców na Letnich Igrzyskach Olimpijskich 1928
Królestwo Serbów, Chorwatów i Słoweńców na Letnich Igrzyskach Olimpijskich 1928 w Amsterdamie reprezentowało 34 zawodników. Reprezentacja zdobyła 5 medali, w tym jeden złoty.

## Medale
| Medal  | Zawodnik | Dyscyplina | Konkurencja            |
| ------ | --- | ---------- | ---------------------- |
| Złoto  | Leon Štukelj | Gimnastyka | Ćwiczenia na kółkach   |
| Srebro | Jože Primožič | Gimnastyka | Ćwiczenia na poręczach |
| Brąz   | Leon Štukelj | Gimnastyka | Wielobój               |
| Brąz   | Stane Derganc | Gimnastyka | Skok przez konia       |
| Brąz   | Leon Štukelj, Jože Primožič, Anton Malej, Edvard Antonijevič, Boris Gregorka, Janez Porenta, Stane Derganc, Dragutin Ciotti | Gimnastyka | Wielobój drużynowo     |

## Zawodnicy

### Gimnastyka
- Leon Štukelj

Wielobój - 3. miejsce
Skok przez konia - 28. miejsce
Poręcze - 7. miejsce
Drążek - 21. miejsce
Kółka - 1. miejsce
Koń z łękami - 12. miejsce
- Jože Primožič

Wielobój - 5. miejsce
Skok przez konia - 4. miejsce
Poręcze - 2. miejsce
Drążek - 6. miejsce
Kółka - 17. miejsce
Koń z łękami - 18. miejsce
- Anton Malej

Wielobój - 25. miejsce
Skok przez konia - 30. miejsce
Poręcze - 19. miejsce
Drążek - 51. miejsce
Kółka - 15. miejsce
Koń z łękami - 15. miejsce
- Edvard Antonijevič

Wielobój - 26. miejsce
Skok przez konia - 21. miejsce
Poręcze - 38. miejsce
Drążek - 36. miejsce
Kółka - 11. miejsce
Koń z łękami - 36. miejsce
- Boris Gregorka

Wielobój - 33. miejsce
Skok przez konia - 37. miejsce
Poręcze - 34. miejsce
Drążek - 38. miejsce
Kółka - 37. miejsce
Koń z łękami - 41. miejsce
- Janez Porenta

Wielobój - 34. miejsce
Skok przez konia - 7. miejsce
Poręcze - 25. miejsce
Drążek - 76. miejsce
Kółka - 13. miejsce
Koń z łękami - 21. miejsce
- Stane Derganc

Wielobój - 43. miejsce
Skok przez konia - 3. miejsce
Poręcze - 44. miejsce
Drążek - 74. miejsce
Kółka - 39. miejsce
Koń z łękami - 34. miejsce
- Dragutin Ciotti

Wielobój - 45. miejsce
Skok przez konia - 41. miejsce
Poręcze - 47. miejsce
Drążek - 52. miejsce
Kółka - 37. miejsce
Koń z łękami - 51. miejsce
- Leon Štukelj, Jože Primožič, Anton Malej, Edvard Antonijevič, Boris Gregorka, Janez Porenta, Stane Derganc, Dragutin Ciotti - 3. miejsce

### Kolarstwo
- Josip Šolar - wyścig indywidualny - 37. miejsce
- Stjepan Ljubić - wyścig indywidualny - 37. miejsce
- Josip Škrabl - wyścig indywidualny - 37. miejsce
- Antun Banek - wyścig indywidualny - 37. miejsce
- Josip Šolar, Stjepan Ljubić, Josip Škrabl, Antun Banek - wyścig drużynowy - 12. miejsce

### Lekkoatletyka
- Luka Predanić - 1500 metrów - odpadł w eliminacjach
- Dimitrije Stefanović - maraton - 53. miejsce
- Vilim Messner - rzut oszczepem - 23. miejsce
- Branko Kallay - dziesięciobój - 24. miejsce

### Piłka nożna
- Danko Premerl, Joža Giler, Geza Šifliš, Ljubiša Ðorđević, Kuzman Sotirović, Ivica Bek, Mikica Arsenijević, Milutin Ivković, Mirko Bonačić, Slavin Cindrić, Mića Mitrović - 9. miejsce

### Szermierka
- Ðuro Freund - floret - odpadł w eliminacjach
- Franjo Fröhlich - szabla - odpadł w eliminacjach

### Zapasy
- Ðula Sabo - waga kogucia, styl klasyczny - 9. miejsce
- Iso Milovančev - waga piórkowa, styl klasyczny - 20. miejsce
- Miroslav Mecner - waga lekka, styl klasyczny - 18. miejsce
- Franja Palcović - waga średnia, styl klasyczny - 9. miejsce
- Bela Juhasz - waga lekkociężka, styl klasyczny - 14. miejsce